# Кнут II Довгий
Кнут II Довгий, Кнут Гольмґерссон (? — 1234) — король Швеції у 1229–1234 роках, прихильник руху фолькунґів.

## Життєпис
Походив з династії Еріків. Син Гольмґера Філіпссона, який був небожем короля Кнута I. Підтримував своїх родичів у боротьбі проти династії Сверкерів, сприяв сходженню на трон свого троюрідного брата Еріка у 1222 році. Тоді ж став членом регентської ради при малолітньому королі. Незабаром Кнут перебрав на себе владу в країні. Такий стан тривав до 1229 року, коли прихильники короля виступили проти Кнута Гольмґерссона.
Вирішальна битва відбулася при Олустрі, де Ерік XI зазнав поразки й змушений був тікати з країни. Новим королем став Кнут, який коронувався у 1231 році.
Кнут II у внутрішній політиці вирішив спиратися на рух фолькунґів, представники якого намагалися обмежити владу аристократії. Разом з придушенням опору знаті король посилив власний вплив. Втім у 1234 році раптово помер.

## Родина
- Гольмґер Кнутссон, пом. 1248, страчений під час повстання після битви при Спаррсетрі 1247 року.
- Філіп Кнутссон, страчений 1251 року.